# Капустин, Иван Алексеевич
Иван Алексеевич Капустин (28 января 1924 года — 12 октября 1995 года, г. Каргополь Архангельской области) — участник Великой Отечественной войны, полный кавалер ордена Славы (1945).

## Биография
Родился 28.01.1924г. в дер.Белая ныне Каргопольского района Архангельской области в крестьянской семье. Окончил педагогическое училище в 1942 году. В том же году был призван в РККА, с марта 1943 года находился на фронтах Великой Отечественной войны.
19 января 1945 года гвардии сержант Капустин, будучи автоматчиком моторизованного батальона автоматчиков 62-й гвардейской танковой бригады 10-го гвардейского танкового корпуса 4-й гвардейской танковой армии 1-го Украинского фронта, в боях за населенный пункт Укрален (Польша) в числе из первых ворвался в расположение противника и из личного оружия поразил более 10 вражеских солдат, взяв двоих в плен. 26 января 1945 года награждён орденом Славы 3 степени.
24 января 1945 года, будучи командиром отделения автоматчиков того же батальона, при форсировании реки Одер в районе населённого пункта Штайнау к северо-западу от города Бреслау первым переправился через реку, увлекая за собой бойцов, в ожесточенном бою подавив 3 пулемётные точки и уничтожив более 25 вражеских солдат. 12 марта 1945 года награждён орденом Славы 2 степени.
18 марта 1945 года в бою на реке Нейсе вблизи населённого пункта Грюнфлисс в 10 км к северо-западу от города Нейсе в числе первых перебрался на левый берег реки, ворвался во вражескую траншею и из автомата в упор уничтожил несколько вражеских солдат, затем скрытно подполз к вражескому пулемёту и подавил его при помощи гранат, тем самым обеспечив переправу через реку всего подразделения. В дальнейшем в боях с 15 по 30 марта 1945 года поджёг автомашину, подавил 2 пулемёта и сразил более 20 вражеских солдат. Указом Президиума Верховного Совета СССР от 27 июня 1945 года награждён орденом Славы 1 степени, став полным кавалером ордена Славы.
В 1945 году демобилизован в звании старшины, после демобилизации жил в Каргополе, работал библиотекарем в Никольском филиале Каргопольской библиотеки.
Умер 12 октября 1995 года в Каргополе, похоронен там же.

## Награды
За боевые и трудовые успехи был награждён:
- орден Октябрьской Революции [источник не указан 1601 день]
- Орден Славы I степени (27.06.1945)
- Орден Славы II степени (12.03.1945)
- Орден Славы III степени (26.01.1945)
- орден Отечественной войны I степени.
- Орден Красной Звезды
- Медаль "За взятие Берлина"
- медалями.